# مطار سانتاندير
مطار سانتاندير (بالإسبانية: Santander Airport)‏(إياتا: SDR، إيكاو: LEXJ) هو مطار دولي يخدم مدينة سانتاندير في إسبانيا.

## شركات الطيران
| شركـات طيـران        | الوجهات |
| -------------------- | --- |
| بينتر كنارياس        | مطار كناريا الكبرى، مطار تينيريفي الشمالي |
| أيبيريا (شركة طيران) | مطار مدريد باراخاس الدولي موسمي: Granada، مطار كناريا الكبرى، مطار خيريز، مطار بلنسية، Vigo |
| رايان إير            | مطار أليكانتي، مطار بوفيه - تيه، مطار أوريو أل سيريو، مطار برمينغهام، مطار بروكسل شارلروا الجنوب، مطار دبلن الدولي، مطار إدنبرة، مطار لندن ستانستد، مطار مالقة الدولي، مطار مانشستر، مطار مراكش المنارة الدولي، مطار ليوناردو دا فينشي، مطار بلنسية، مطار البندقية ماركو بولو، مطار فيينا الدولي موسمي: مطار برشلونة الدولي، مطار بولونيا، مطار إشبيلية |
| فولوتيا              | مطار إشبيلية موسمي: مطار إيبيزا، Menorca، مطار مرسية الدولي |
| خطوط فيولينغ الجوية  | مطار برشلونة الدولي موسمي: مطار ميورقة، مطار باريس أورلي |
| ويز للطيران          | موسمي: مطار هنري كواندا الدولي |